# Fabian Holland
Fabian Holland (Berlijn, 11 juli 1990) is een Duits voetballer die bij voorkeur als linkervleugelverdediger speelt. In 2015 verruilde hij Hertha BSC voor SV Darmstadt 98, waaraan hij een seizoen eerder al werd verhuurd.

## Clubcarrière
Holland begon zijn carrière in de jeugd van FSV Forst Borgsdorf. In 2003 kwam hij terecht in de jeugdopleiding van Hertha BSC, waar hij in 2008 de stap naar het reserveteam maakte. In de zomer van 2010 werd Holland gediagnosticeerd met het syndroom van Wolff-Parkinson-White, waarna hij een hartoperatie onderging. Na zijn operatie herstelde hij snel en stond in oktober van datzelfde jaar weer op het veld. In februari 2011 trainde hij voor het eerst mee met de eerste selectie van Hertha. Op 21 april 2012 maakte Holland zijn Bundesligadebuut in de wedstrijd tegen 1. FC Kaiserslautern. Aan het einde van dat seizoen degradeerde Hertha, maar in het seizoen 2012/13, waarin Holland een vaste waarde in het elftal was, eiste de ploeg het kampioenschap op en stelde zodoende promotie veilig. In het seizoen 2014/15 werd Holland verhuurd aan SV Darmstadt 98. Hier was hij opnieuw een vaste waarde in het elftal en wist hij wederom met de ploeg promotie naar de Bundesliga af te dwingen. Op 5 juli 2015 tekende Holland een tweejarig contract bij SV Darmstadt 98.

## Interlandcarrière
Holland speelde één wedstrijd voor het Duitse nationale team voor spelers onder 20. Op 7 april 2010 speelde hij in een vriendschappelijke wedstrijd tegen Italië onder 20 negentig minuten mee en gaf hij de assist op de 1–0 van Danny Latza.

## Erelijst
Hertha BSC
- 2. Bundesliga

2012/13
1 Schuhen ·
2 López ·
3 Bueno ·
4 Zimmermann ·
5 Maglica ·
7 Lidberg ·
8 Marseiler ·
9 Hornby ·
10 Boëtius ·
11 Kempe ·
13 Thiede ·
14 Dreskovic ·
15 Nürnberger ·
16 Müller ·
17 Klefisch ·
18 Förster ·
19 Lakenmacher ·
20 Vukotic ·
21 Papela ·
26 Bader ·
28 Will ·
29 Vilhelmsson ·
30 Brunst ·
32 Holland · 
34 Corredor ·
38 Riedel ·
44 Baier ·
47 El Idrissi ·
49 Arania ·
Coach: Kohfeldt